# The Soothsayer
Albums de Wayne Shorter
Speak No Evil
(1965) Et Cetera
(1965)
The Soothsayer  est un album du saxophoniste de jazz Wayne Shorter enregistré en 1965 sur le label Blue Note.

## Titres
| No | Titre                      | Musique       | Durée |
| -- | -------------------------- | ------------- | ----- |
| 1. | Lost                       | Wayne Shorter | 7:20  |
| 2. | Angola                     | Wayne Shorter | 4:56  |
| 3. | The Big Push               | Wayne Shorter | 8:23  |
| 4. | The Soothsayer             | Wayne Shorter | 9:40  |
| 5. | Lady Day                   | Wayne Shorter | 5:36  |
| 6. | Valse Triste               | Jean Sibelius | 7:45  |
| 7. | Angola (prise alternative) | Wayne Shorter | 6:41  |

Les titres 1 à 6 ont été diffusés en 1979 alors que le septième titre a été diffusé en 1990 sur la première version CD de cet album.

## Musiciens
- Freddie Hubbard – trompette
- Wayne Shorter – saxophone ténor
- James Spaulding – saxophone alto
- McCoy Tyner – piano
- Ron Carter – contrebasse
- Tony Williams – batterie